# Arbaoua Ghaba
 Arbaoua Ghaba è una città del Marocco, nella Provincia di Kenitra, nella regione di Rabat-Salé-Kenitra.
La località è anche conosciuta come Arbaoua Akbat el Begor.